# Mezzaluna Rossa comoriana
La Mezzaluna Rossa comoriana è la società nazionale di Croce Rossa e Mezzaluna Rossa della Unione delle Comore, stato insulare dell'Africa orientale.

## Denominazione ufficiale
- Le Croissant-Rouge Comorien (CRCO), in francese, uno degli idiomi ufficiali del Paese e lingua ufficiale dell'Associazione, utilizzata anche per la corrispondenza estera[1];
- Comoros Red Crescent, in lingua inglese, utilizzata internazionalmente.

## Storia
La società comoriana della Mezzaluna Rossa è stata riconosciuta dal Comitato Internazionale della Croce Rossa (CICR) il 22 settembre 2005.

## Suddivisione territoriale
La CRCO ha stabilito un comitato regionale su ognuna delle tre isole costituenti il territorio nazionale, e i rispettivi rappresentanti fanno parte del comitato nazionale della Società. La Mezzaluna Rossa comoriana ha istituito 138 comitati locali in tutte e tre le isole e vi è un rappresentante della Società nella maggior parte delle comunità locali.

## Attività
La Mezzaluna Rossa comoriana è un importante partner della Sanità nazionale nel rispondere alle esigenze sanitarie della popolazione.
Le sue priorità sono ora a sviluppare le sedi locali, le attività giovanili, le risorse finanziarie e la propria capacità di rispondere ai disastri, in particolare cicloni e inondazioni.